# Attentat de 1954 au Capitole

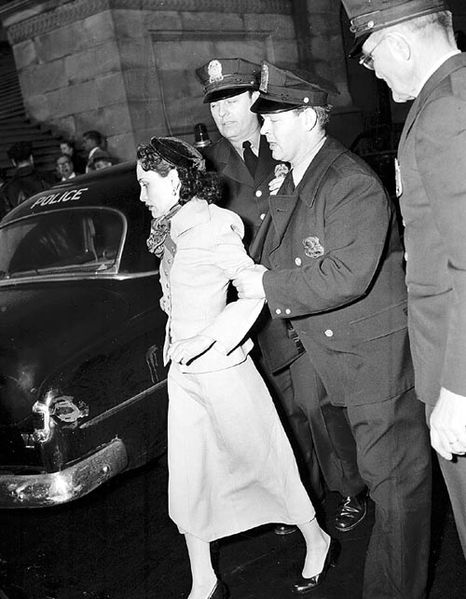
Lolita Lebrón après son arrestation par des policiers.

L'attentat de 1954 au Capitole fut une attaque perpétrée le 1er mars 1954 par quatre nationalistes portoricains qui tirèrent trente coups de pistolet automatique depuis la galerie des dames (un balcon pour les visiteurs) dans la Chambre des représentants du Capitole des États-Unis d’Amérique.

## Les faits
Les attaquants, Rafael Cancel Miranda, Andres Figueroa Cordero, Irving Flores Rodríguez conduits par Lolita Lebrón, brandirent un drapeau portoricain et commencèrent à tirer sur les 240 députés de l'étage en dessous qui débattaient d'une loi sur l'immigration.
Cinq députés furent blessés durant l'attaque, dont un grièvement. Il s'agissait de Alvin Morell Bentley (en) (du Michigan), qui prit une balle en pleine poitrine, Clifford Davis (du Tennessee), blessé à la jambe, Ben F. Jensen (de l'Iowa), blessé dans le dos, George Hyde Fallon (du Maryland) et Kenneth A. Roberts (de l'Alabama). Des employés du Capitole portèrent Alvin Bentley en dehors des lieux de l'attentat. Miranda fut suspecté d'avoir personnellement blessé trois et peut-être quatre des cinq députés. Il est établi que Flores blessa le cinquième député. D'après les souvenirs de Miranda, Lolita Lebrón vida son chargeur en direction du plafond, comme si elle n'avait l'intention de blesser personne et le pistolet de Figueroa s'enraya. Miranda pense être responsable de la plupart des blessures et dégâts. Pendant les tirs, Lolita Lebrón criait "Vive Porto Rico libre!".
Les assaillants furent immédiatement arrêtés. Figueroa Cordero requit immédiatement et de manière répétée d'être inculpé de crime et d'être condamné à la peine de mort par électrocution. Lebrón avait une note écrite dans sa veste expliquant les motifs de l'attaque car elle prévoyait la forte probabilité d'être abattue durant un tir croisé. Tous les assaillants furent condamnés à une sentence minimum de 70 ans de prison après que leurs condamnations à la peine de mort eurent été commuées par le président Dwight D. Eisenhower. Lolita Lebrón fut transférée dans la Federal Prison Camp, Alderson (en), une prison fédérale pour femmes à Alderson (Virginie-Occidentale), où elle rejoignit une autre figure militante du Nationalisme portoricain, Blanca Canales, avant le transfert de celle-ci en 1956 pour la prison pour femmes de Vega Baja à Porto Rico.
En 1979, le Président Jimmy Carter libéra les prisonniers après qu'ils eurent passé 25 ans en prison. Leur libération coïncida avec la libération par Fidel Castro de plusieurs agents américains de la CIA emprisonnés à Cuba pour espionnage. Figueroa Cordero fut libéré un an plutôt, étant atteinte d'un cancer en phase terminale. L'administration Carter nia qu'il y avait un lien entre les 2 évènements, affirmant qu'il s'agissait d'un geste humanitaire.
Des impacts de balles subsistent toujours sur un bureau du côté républicain de la Chambre et au plafond. Après l'attentat, les dossiers des chaises de la Chambre et du Sénat furent équipés de matériaux pare-balles.

## Arrière-plan politique
L'attentat du Capitole constitue un acte de colère désespérée du Nationalisme portoricain après la signature du pacte de commonwealth de 1952 avec les États-Unis, une structure politique qui subsiste de nos jours, et le retrait de Porto Rico de la liste des colonies par l'ONU la même année. Son inspirateur fut Pedro Albizu Campos, cerveau de l'attentat manqué contre le président Truman en 1950 et dont Lolita Lebrón était une fervente admiratrice.

## Citation
Devant Dieu et le monde, mon sang clame l'indépendance de Porto Rico. Je donne ma vie pour la liberté de mon pays. Ceci est un cri pour la victoire et le combat pour l'indépendance. Les États-Unis d'Amérique trahissent les principes sacrés de l'humanité dans l'assujettissement continu de mon pays... J'en prends l'entière responsabilité. Déclaration écrite par Lolita Lebrón sur le papier qu'elle portait dans sa veste lors de l'attentat du Capitole.